# Шахта имени Отто Брозовского
Шахта имени Отто Брозовского — горнодобывающее предприятие в медедобывающем районе Мансфельд в Германии.
Расположена к северо-востоку от деревни Аугсдорф земли Саксония-Анхальт.
Названа в честь коммуниста Отто Брозовского из Гербштедта, жена которого спрятала от нацистов знамя Кривого Рога.

## История
Изначально называлась «Паульшахт». В 1900—1906 годах пробурена на глубину -572,5 метра.
В 1948—1949 годах шахта пробурена до глубины -829,7 метра, став самой глубокой шахтой в горнодобывающем районе Мансфельда.
Работала в 1908—1927 годах, в 1913 году количество рабочих достигло пика, превысив 3000 человек. В 1937 году добыча возобновилась и продолжалась до конца Второй мировой войны. Сразу после войны численность рабочих составляла 1166 человек, до закрытия колебалась от 2000 до 2500 человек.
Связь с Мансфельдской горнодобывающей железной дорогой осуществлялась через Зирслебен.
На шахте дважды происходили аварии с прорывом воды. Первая произошла 9 марта 1952 года между 7-м и 8-м горизонтами, вторая — 17 сентября 1958 года в переходе 5-го горизонта. Приток воды составлял 15 000—20 000 литров в минуту — самое сильное за 770-летнюю историю медедобывающей промышленности Мансфельда. Жизни 63 шахтеров находились в серьёзной опасности. Им удалось спастись только благодаря 15-часовому маршу до соседней Нивандшахты, расположенной примерно в 3 км.
Последняя смена на шахте прошла 12 декабря 1969 года, ознаменовав конец горных работ в районе Мансфельда.
После закрытия шахты здесь производилось телекоммуникационное оборудование и располагался научно-исследовательский отдел технического управления Мансфельдского комбината имени Вильгельма Пика.
После распада ГДР на месте шахты был открыт промышленный парк.